# 特雷布尔
特雷布尔是德国黑森州的一个市镇。总面积50.14平方公里，总人口13238人，其中男性6597人，女性6641人（2011年12月31日），人口密度264人/平方公里。

## 友好城市
- 法國 阿夫尔河和伊通河畔韦尔讷伊